# The Spitfire Collection
The Spitfire Collection es un álbum recopilatorio del grupo estadounidense de thrash metal Testament, lanzado en 2007 bajo la discográfica Spitfire Records. El lanzamiento consiste en una recopilación de la banda en la era Spitfire, que incluye los discos Live at the Fillmore (recientemente relanzado por Spitfire), Demonic (también relanzado por Spitfire), The Gathering, First Strike Still Deadly, y Live in London. Llama la atención la diversa cantidad de músicos presentes en el álbum; hay cinco bateristas (Louie Clemente, Jon Dette, Gene Hoglan, Dave Lombardo, John Tempesta), tres bajistas (Greg Christian, Steve DiGiorgio, Derrick Ramirez), y cuatro guitarristas (Glen Alvelais, James Murphy, Eric Peterson, Alex Skolnick), aunque Peterson aparece en todas las canciones. Chuck Billy canta en todas las canciones, pero el vocalista invitado Steve Souza lo acompaña en las dos últimas pistas de First Strike Still Deadly.

## Lista de canciones
1. The New Order (en vivo)
2. Souls of Black (en vivo)
3. Practice What You Preach (en vivo)
4. Hatreds Rise
5. The Burning Times
6. John Doe
7. Careful What You Wish For
8. Down for Life
9. Riding the Snake
10. Over the Wall
11. The Preacher
12. Into the Pit
13. Trial by Fire (en vivo)
14. Disciples of the Watch (en vivo)